# Anthomyia pectoralis
Anthomyia pectoralis är en tvåvingeart som beskrevs av Masayoshi Suwa 1987. Anthomyia pectoralis ingår i släktet Anthomyia och familjen blomsterflugor. Inga underarter finns listade i Catalogue of Life.